# Perissocarpa steyermarkii
Perissocarpa steyermarkii là một loài thực vật có hoa trong họ Ochnaceae. Loài này được (Maguire) Steyerm. & Maguire mô tả khoa học đầu tiên năm 1984.